# علاقات باكستان الخارجية
تحافظ جمهورية باكستان الإسلامية على شبكة دبلوماسية كبيرة في جميع أنحاء العالم. تعد باكستان ثاني أكبر دولة ذات غالبية مسلمة من حيث عدد السكان (بعد إندونيسيا)، وهي الدولة ذات الغالبية المسلمة الوحيدة التي تمتلك أسلحة نووية.
دُمِج الاقتصاد الباكستاني في العالم بروابط تجارية قوية مع الاتحاد الأوروبي، وتحالفات واتفاقيات اقتصادية مع العديد من الدول الآسيوية.
تتمتع باكستان بموقع جيوسياسي استراتيجي، فتقع عند ممر طرق العبور البحرية والبرية الرئيسية الممتدة من آسيا الوسطى الغنية بالطاقة والشرق الأوسط إلى المراكز السكانية في جنوب وشرق آسيا؛ فضلًا عن وجود نقاط جيوستراتيجية مثل أفغانستان، والصين، والهند وإيران كجيران مباشرين. تربط باكستان علاقة متوترة مع جمهورية الهند بسبب النزاع في كشمير، وعلاقات وثيقة مع جمهورية الصين الشعبية، وتركيا، والمملكة العربية السعودية، ودول الخليج العربية، وعلاقة متقلبة مع الولايات المتحدة الأمريكية بسبب تداخل المصالح خلال الحرب الباردة والحرب على الإرهاب. تُعد باكستان عضوًا في منظمة شنغهاي للتعاون ومنظمة التعاون الإسلامي.

## السياسة الخارجية الباكستانية

### العلاقات الباكستانية الصينية
لعبت الصين دورًا مهمًا في التنمية والاقتصاد والأمن في باكستان، فبدأت العلاقة في عام 1950 عندما كانت باكستان من بين أوائل الدول التي دخلت في علاقات دبلوماسية رسمية مع جمهورية الصين (في جزيرة تايوان)؛ واعترفت بجمهورية الصين الشعبية في بر الصين الرئيسي كدولة ممثلة وحيدة. أولى كلا البلدين منذ ذلك الحين أهمية كبيرة في الحفاظ على علاقة خاصة وثيقة وداعمة للغاية؛ وتبادلا بانتظام زيارات رفيعة المستوى أسفرت عن مجموعة متنوعة من الاتفاقات. قدمت جمهورية الصين الشعبية مساعدات اقتصادية وعسكرية وتقنية لباكستان، وتعتبر كل دولة الأخرى حليفًا استراتيجيًا وثيقًا. عززت باكستان والصين علاقاتهما منذ بداية القرن الحادي والعشرين من خلال التجارة الثنائية والاتفاقيات العسكرية، ودعم كل منهما للآخر في القضايا الرئيسية.

### العلاقات الباكستانية الأمريكية
لعبت الولايات المتحدة دورًا مهمًا في تاريخ باكستان الناشئ، فكانت من أوائل الدول التي اعترفت باستقلالها في 14 أغسطس عام 1947. مرت العلاقة بين البلدين بمستويات متفاوتة من الود، ولكن باكستان وجدت نفسها باستمرار إلى جانب الولايات المتحدة في القضايا التي واجهتها خلال الحرب الباردة. عملت باكستان كموقع جيوستراتيجي للقواعد العسكرية للولايات المتحدة خلال الحرب الباردة، وذلك بسبب توضعها على حدود الاتحاد السوفيتي والصين. كانت هذه العلاقات الإيجابية ستنهار بعد التعاون الناجح في محاربة نفوذ الاتحاد السوفيتي في آسيا الوسطى وما تلاه من سقوط الاتحاد السوفيتي.
أقرت الولايات المتحدة في عام 1992 تعديل بريسلر بالموافقة على العقوبات ضد باكستان كرد فعل على القدرة النووية الباكستانية الجديدة. كانت العلاقات ستُعزز بعد 11 سبتمبر مع رد باكستان المتعاطف بعد المأساة. قُدِّمت المساعدة لباكستان مرة أخرى وللمرة الأولى في عام 2002؛ وشهد العقد الأول من القرن الحادي والعشرين توسعًا لهذه العلاقة الودية.
كانت الولايات المتحدة وباكستان ستختلفان حول الاستراتيجيات، مع استمرار الحرب على الإرهاب، بينما تتهم كل منهما الأخرى بأشياء مختلفة. وصلت هذه الديناميكية إلى ذروتها بعد بعض الحوادث التي كان أبرزها عملية قتل أسامة بن لادن في أبوت آباد. استمر الطرفان في علاقتهما الجيدة على الرغم من إضعاف هذه الحوادث للثقة بين البلدين. تشترك الحكومتان في علاقة مهمة تتخللها أنواع متعددة من المساعدات لباكستان، وتعاون ومشاركة عسكريين مهمين، وتحالف استراتيجي في آسيا الوسطى للولايات المتحدة، وذلك على الرغم من عدم نظر البلدين لبعضهما البعض بشكل إيجابي في استطلاعات الرأي. تستمر العلاقات بين الدول وباكستان في تعزيز التجارة والتعاون الاقتصادي الإقليمي، ويُعد هذا النوع من العلاقات مفيد لكلا البلدين، ويعطي حافزًا لاستمرار العلاقات الودية. تملك الولايات المتحدة أيضًا بعض المخاوف بشأن باكستان، بما في ذلك الإرهاب الإقليمي والعالمي، والاستقرار الأفغاني، والدمقرطة وحماية حقوق الإنسان، ومشكلة كشمير المستمرة والتوترات بين باكستان والهند، والتنمية الاقتصادية. أوقفت الولايات المتحدة مؤخرًا المساعدات العسكرية لباكستان، والتي بلغت حوالي ملياري دولار أمريكي سنويًا.

### العالم الإسلامي
سعت باكستان بقوة بعد الاستقلال إلى إقامة علاقات ثنائية مع الدول الإسلامية الأخرى، وقدمت محاولة صادقة لقيادة العالم الإسلامي، أو على الأقل لقيادة تحقيق وحدته. سعى الأخوان علي إلى إبراز باكستان باعتبارها القائدة الطبيعية للعالم الإسلامي، ويرجع ذلك في جزء كبير منه إلى قوتها البشرية الكبيرة وقوتها العسكرية. أعلن زعيم بارز في الرابطة الإسلامية يُدعى شودري خليق الزمان، أن باكستان ستجمع كل الدول الإسلامية في إسلامستان، وهي كيان إسلامي شامل. لم تحصل مثل هذه التطورات (جنبًا إلى جنب مع إنشاء باكستان) على موافقة أمريكية، وأعرب رئيس الوزراء البريطاني كليمنت أتلي عن الرأي الدولي في ذلك الوقت بقوله إنه يتمنى أن تتحد الهند وباكستان من جديد. كان هناك القليل من الانجذاب إلى تطلعات باكستان الإسلامية، وذلك بسبب مرور معظم الوطن العربي بصحوة قومية في ذلك الوقت. رأت بعض الدول العربية في مشروع «إسلامستان» محاولة باكستانية للسيطرة على دول إسلامية أخرى.
دافعت باكستان بقوة عن حق تقرير المصير للمسلمين في جميع أنحاء العالم. كانت جهود باكستان من أجل حركات استقلال إندونيسيا، وليبيا، والجزائر، وتونس، ومصر، والمغرب، والصومال، وأذربيجان، وإريتريا كبيرة، وأدت في البداية إلى علاقات وثيقة بين هذه الدول وباكستان. دبرت باكستان أيضًا هجومًا على مدينة جلال آباد الأفغانية خلال الحرب الأهلية الأفغانية لتشكيل حكومة إسلامية هناك. رغبت باكستان في تأجيج «ثورة إسلامية» تتجاوز الحدود الوطنية لتشمل باكستان، وأفغانستان، وآسيا الوسطى.
توترت علاقات باكستان مع إيران في بعض الأحيان من ناحية أخرى بسبب التوترات الطائفية. استخدمت إيران والمملكة العربية السعودية باكستان كساحة معركة لحربهما الطائفية بالوكالة؛ وأصبح دعم باكستان لتنظيم طالبان السني في أفغانستان بحلول تسعينيات القرن العشرين مشكلة لإيران الشيعية التي عارضت أفغانستان التي تسيطر عليها طالبان. اشتدت التوترات بين إيران وباكستان في عام 1998، وذلك بعد اتهام إيران باكستان بارتكاب جرائم حرب، عندما قصفت الطائرات الحربية الباكستانية آخر معاقل شيعية في أفغانستان دعمًا لحركة طالبان.

### خلافات كبيرة
كانت العلاقات الباكستانية الهندية صعبة منذ عام 1947 بسبب القضايا الإقليمية. خاضت الهند وباكستان ثلاث حروب تقليدية طوال القرن العشرين حول مشكلة كشمير. كانت هناك محاولات لتوحيد الدول، ولكن طالب محمد علي جناح ورابطة المسلمين التابعة له منذ عام 1940 باستقلال باكستان، والتي سيكون لمسلميها حكومتهم الخاصة بدلًا من البقاء تابعين للأغلبية الهندوسية في الهند. تعددت مصادر التوتر بين البلدين، ولكن القضايا المتعلقة بالإرهاب والتفاوتات في الحجم وثلاث قضايا جيوستراتيجية (كشمير والمياه ونهر سياشين الجليدي)، هي الأسباب الرئيسية التي أدت إلى ضعف حجم التجارة ونقص الثقة. يؤجج الخلاف المستمر حول وضع كشمير الآراء في كلا البلدين، ويجعل العلاقات الودية صعبة. تصاعدت المشاكل على خط ديورند مع أفغانستان في ستينيات القرن العشرين، مما أدى إلى اندلاع أعمال عدائية في سبعينيات ذلك القرن. تُعد باكستان أيضًا عضوًا في نادي القهوة (حركة متحدون من أجل الإجماع) لمعارضة عضوية الهند في مجلس الأمن التابع للأمم المتحدة. حدد رئيس الوزراء السابق عمران خان الدبلوماسي الأمريكي البارز دونالد لو؛ باعتباره الشخص الذي يُزعم أنه متورط في «مؤامرة أجنبية» للإطاحة بحكومته من خلال تصويت بحجب الثقة قدمته المعارضة، ولكن الولايات المتحدة رفضت مزاعم خان بشكل مستمر.